# Ranchuli
Ranchuli (en népalais : राँचुली) est un comité de développement villageois du Népal situé dans le district de Kalikot. Au recensement de 2011, il comptait 2 370 habitants.